# Magdalena de Cao
Magdalena de Cao es una localidad peruana, capital del distrito de Magdalena de Cao ubicado en la provincia de Ascope, departamento de La Libertad. Esta localidad de la costa norte peruana se encuentra a unos 50 kilómetros al noroeste de la ciudad de Trujillo. A uno 5 kilómetros al oeste de esta localidad se encuentra el Complejo Arqueológico El Brujo que alberga los restos de la Dama de Cao.

## Historia
Magdalena de Cao es una localidad de origen Chimú, su fundación española fue realizada en 1538. El aniversario de su fundación se realiza en el mes de julio de cada año.

## Ruta Moche
Debido a su cercanía con el Complejo Arqueológico El Brujo Magdalena de Cao se ha convertido en parte del circuito turístico denominado la Ruta Moche.

## Turismo
Magdalena de Cao  turísticamente no solo es la antesala a la visita al Complejo Arqueológico El Brujo.  Es un  pueblo de gente amable y cordial, con interesantes atracciones que bien merece un recorrido. En su plaza podemos encontrar un pérgola central, al  lado encontramos de un monumento a la Señora de Cao, frente a ella podemos ver su iglesia. En una de las calles aledañas está el remozado Bulevar de las Nuevas Damas de Cao, en donde también está la Casa de la Cultura, lugar en donde se narra la historia del pueblo y su pasado moche. 
En Magdalena de Cao también encontramos una serie de restaurantes típicos, en donde se mezcla la sazón lugareña con los frutos del mar, recordemos que se trata de un pueblo pescador. También podemos encontrar tiendas de suvenir con objetos ornamentales relacionados con la cultura moche y la Señora de Cao. 
Mención aparte recibe la famosa "chicha de año" bebida típica de Magdalena de Cao, preparada por los mismos pobladores; una bebida preparada a base de maíz y macerada por un año (de ahí su peculiar nombre).

## Alcalde
Fue elegido alcalde para el periodo 2011 - 2014 Segundo Díaz Aquino peor fue revocado por consulta popular el año 2012. Actualmente ocupa el cargo de alcaldesa hasta el 2014 Rosa Ávila Elías.

## Sectores
Algunos de los sectores de Magdalena de Cao son:
- Veracruz
- San Vicente